# Phyllastrephus poliocephalus
Phyllastrephus poliocephalus é uma espécie de ave da família Pycnonotidae.
Pode ser encontrada nos seguintes países: Camarões e Nigéria.
Os seus habitats naturais são: florestas subtropicais ou tropicais húmidas de baixa altitude e regiões subtropicais ou tropicais húmidas de alta altitude.
Está ameaçada por perda de habitat.